# Arteră toracică internă
Format:Infobox artery
Artera toracică internă, cunoscută anterior sub numele de artera mamară internă (un nume încă obișnuit în rândul chirurgilor), este o arteră care alimentează peretele toracic anterior și sânii.  Este o arteră asociată, cu una care se desfășoară de-a lungul fiecărei părți a sternului, pentru se a continuă după bifurcația sa ca artere epigastrice și musculofrenice superioare.

## Anatomie
Artera toracică internă ia naștere din suprafața anterioară a arterei subclaviculare în apropierea originii sale.   Are o lățime cuprinsă între 1-2 mm. 
Se deplasează în jos pe interiorul cutiei toracice, la aproximativ 1 cm de laturile sternului,  și medial către mamelon. Este însoțită de vena toracică internă.
Trece adânc spre mușchiul oblic extern abdominal, dar superficial față de nervul vag.

### Ramuri
- Ramuri mediastinale
- Ramuri timice
- Artera pericardiacofrenică - se deplasează cu nervul frenic
- Ramuri sternale
- Ramuri perforante
- Douăsprezece ramuri intercostale anterioare, două la fiecare dintre primele șase spații intercostale. Într-un spațiu dat, ramura superioară se deplasează lateral de-a lungul fundului coastei până când se anastomozează cu artera intercostală posterioară corespunzătoare. Ramura inferioară a spațiului se anastomozează cu o ramură colaterală a arterei intercostale posterioare.

După trecerea celui de-al șaselea spațiu intercostal, artera toracică internă se împarte în următoarele două ramuri terminale:
- Artera musculofrenică - urmează aproximativ marginea costală
- Artera epigastrică superioară - continuă traseul arterei toracice interne, călătorind în jos în peretele abdominal

## Fiziologie
Artera toracică internă alimentează peretele toracic și sânii. 

## Semnificație clinică

### Utilizare în grefe de bypass
Artera toracică internă este vasul de sânge ales de chirurgul cardiac pentru grefa de bypass a arterei coronare. Artera toracică internă stângă are o permeabilitate superioară pe termen lung față de grefele de vene safene   și alte grefe arteriale  (de exemplu, artera radială, artera gastroepiploică) atunci când sunt altoite în artera coronară descendentă anterioară stângă, în general cel mai important vas, clinic, pentru revascularizare. 
Chirurgii plastici pot utiliza arterele toracice interne stângi sau drepte pentru reconstrucția autologă a lamboului liber al sânului după mastectomie. De obicei, o anastomoză microvasculară se efectuează la al doilea spațiu intercostal până la artera pe care se bazează lamboul liber.

## Imagini suplimentare

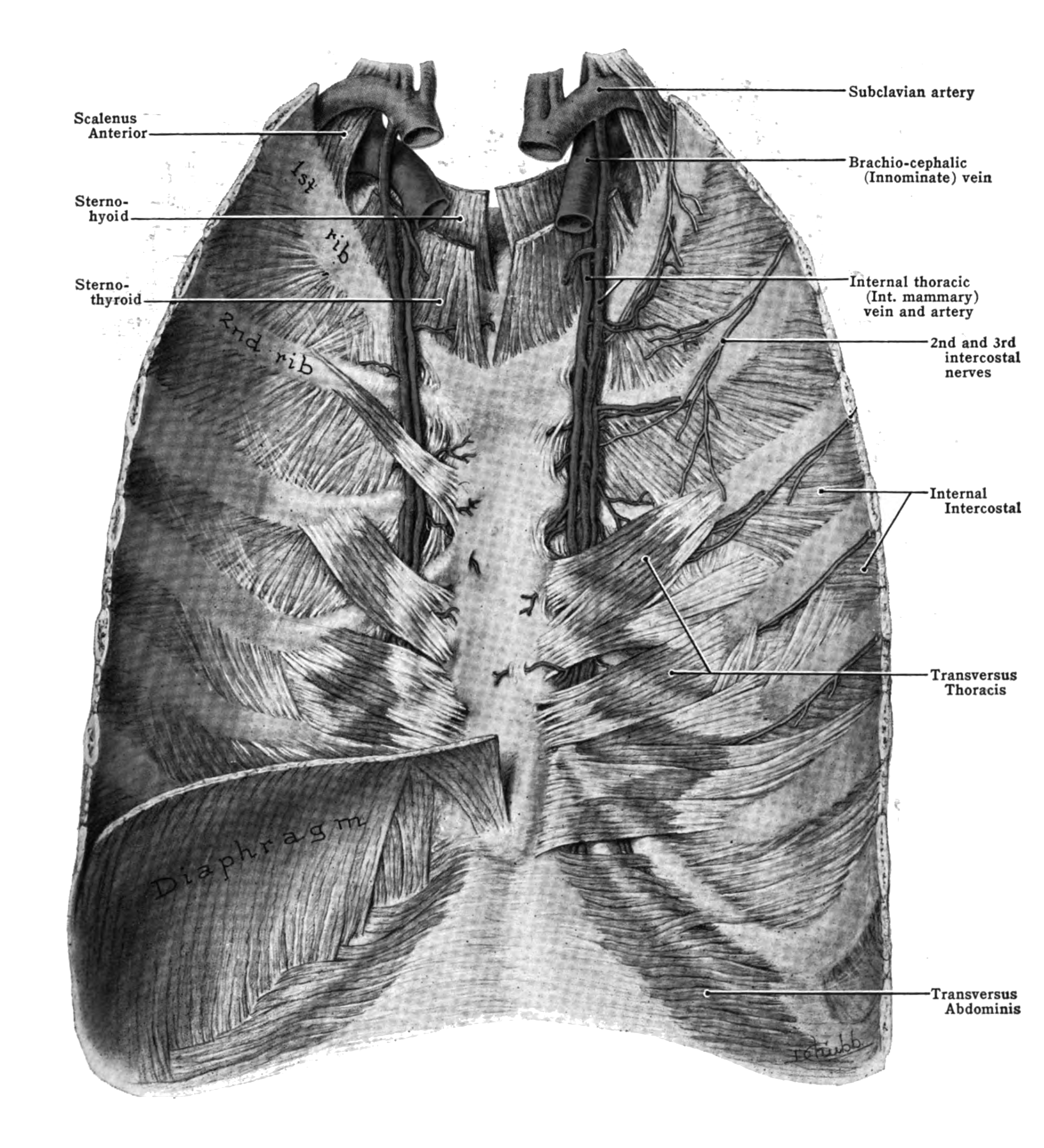
Peretele toracic anterior, din spate
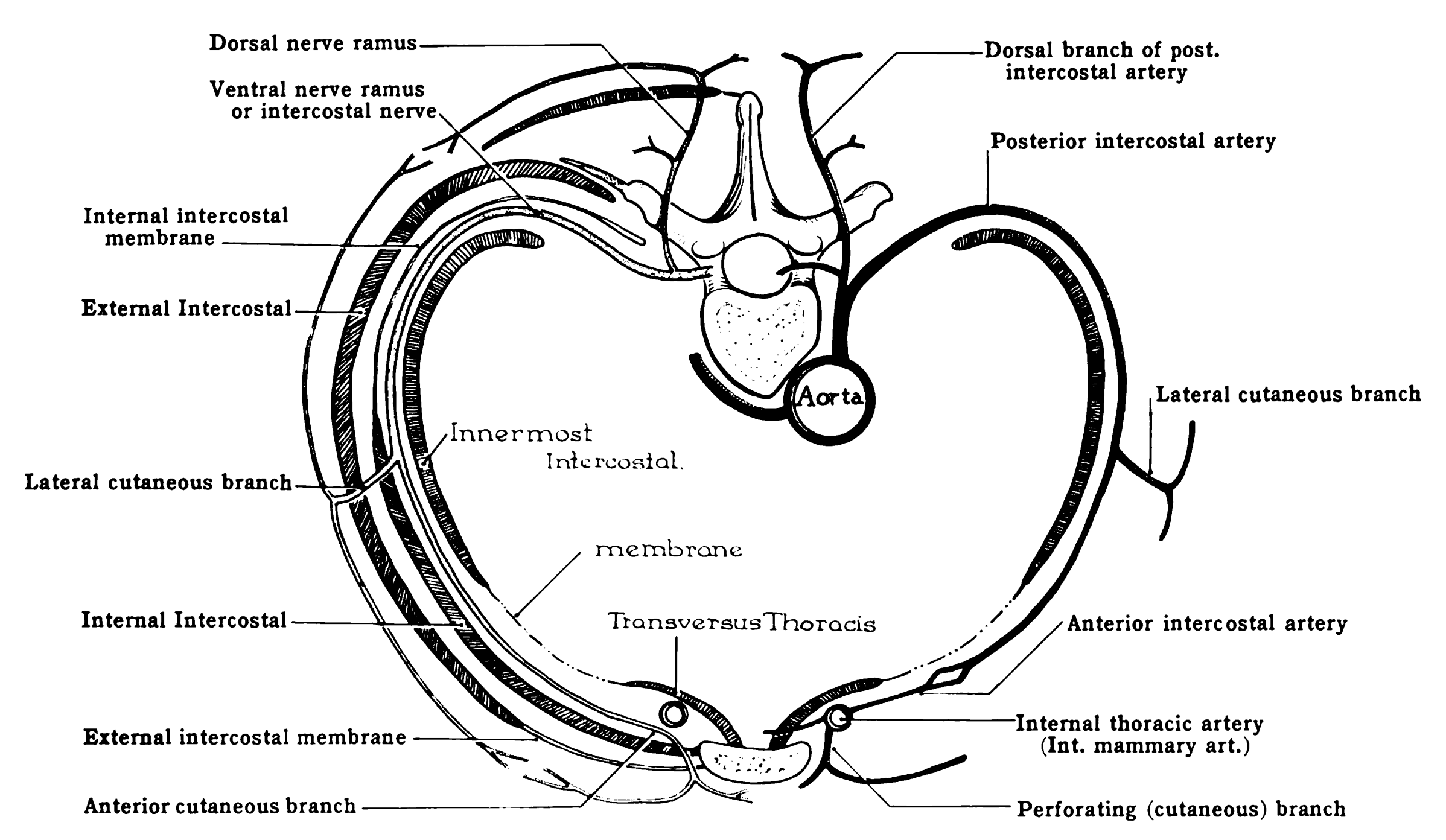
Diagrama unui spațiu intercostal